# The Bony King Of Nowhere
The Bony King Of Nowhere is de artiestennaam van de Gentse singer-songwriter Bram Vanparys.

## Biografie
Hij debuteerde in 2009 met Alas my love en bracht sindsdien nog vier albums uit. Voor zijn plaat Wild Flowers, opgenomen in Los Angeles, kortte hij zijn artiestennaam in tot Bony King, maar voor het daarop volgende Silent Days (2018) keerde hij terug naar zijn originele artiestennaam. In 2024 bracht hij Everybody Knows (2024) uit, zijn zesde album. Zowel Silent Days (2018) als Everybody Knows (2024) haalden in binnen- en buitenland vele 4- en 5-sterren recensies en werden uitgebracht op Unday Records. 
Hij heeft tweemaal op Pukkelpop opgetreden en eenmaal op Dranouter (2009). Hij schreef de titeltrack voor de film 22 mei van Koen Mortier en de filmmuziek voor Les Géants van Bouli Lanners. De lead-gitarist van Bony King is Gertjan van Hellemont, ook de frontman van Douglas Firs. Daarnaast bestaat zijn band uit drummer Simon Segers (De Beren Gieren, Sylvie Kreusch, ...), pianist en gitarist Thijs Troch (Nordmann), en bassist Jasper Hautekiet. 
In 2015 won Bram Vanparys een Magritte du Cinéma voor beste filmmuziek. Hij won in 2019 de MIA (Music Industry Awards) voor beste auteur-componist. In 2024 werd hij opnieuw genomineerd voor de MIA beste auteur-componist. 

## Discografie

### Albums
| Album met hitnotering(en) in de Vlaamse Ultratop 200 albums | Datum van verschijnen | Datum van binnenkomst | Hoogste positie | Aantal weken | Opmerkingen   |
| ----------------------------------------------------------- | --------------------- | --------------------- | --------------- | ------------ | ------------- |
| Alas My Love                                                | 23-02-2009            | 28-02-2009            | 9               | 18           |               |
| Eleonore                                                    | 11-02-2011            | 19-02-2011            | 10              | 14           |               |
| The Bony King Of Nowhere                                    | 22-10-2012            | 27-10-2012            | 19              | 19           |               |
| Wild Flowers                                                | 16-03-2015            | 28-03-2015            | 28              | 24           | als Bony King |
| Silent Days                                                 | 21-09-2018            | 29-09-2018            | 11              | 27           |               |
| Everybody Knows                                             | 10-02-2024            | 16-03-2024            | 8               | 5            |               |

### Singles
| Single met hitnotering(en) in de Vlaamse Ultratop 50 | Datum van verschijnen | Datum van binnenkomst | Hoogste positie | Aantal weken | Opmerkingen                  |
| ---------------------------------------------------- | --------------------- | --------------------- | --------------- | ------------ | ---------------------------- |
| Taxidream                                            | 2009                  | 13-06-2009            | tip23           | -            | als The Bony King of Nowhere |
| Eleonore                                             | 31-01-2011            | 05-03-2011            | tip22           | -            | als The Bony King of Nowhere |
| Girl from the play                                   | 30-01-2012            | 18-02-2012            | tip60           | -            | als The Bony King of Nowhere |
| Travelling man                                       | 2012                  | 27-10-2012            | tip64           | -            | als The Bony King of Nowhere |